# Wolha Zezjaruk
Wolha Zezjaruk (belarussisch Вольга Цецярук, engl. Transkription Volha Tsetsiaruk; * 1. März 1985 in Nowgorod) ist eine belarussische Biathletin.
Wolha Zezjaruk lebt und trainiert in Nowgorod. Die Sportlehrerin startet für Dinamo Nowgorod. Ihre ersten internationalen Rennen bestritt sie 2005 im Rahmen der Biathlon-Junioren-Weltmeisterschaften in Kontiolahti, bei denen die Belarussin 39. des Einzels und 36. in Sprint und Verfolgung wurde. In der Saison 2005/06 startete sie im Europacup der Junioren. Höhepunkt der Saison wurden die Biathlon-Europameisterschaften 2006 der Junioren in Langdorf. Zezjaruk kam auf den zehnten Platz im Einzel, verpasste als Viertplatzierte im Sprint um einen Rang eine Medaille, rutschte im Verfolgungsrennen um fünf Plätze auf den neunten Rang zurück und belegte mit der belarussischen Staffel den fünften Platz. Seit der Saison 2006/07 nimmt sie am Europacup der Junioren teil. Schon in ihrem zweiten Rennen, einem Verfolgungsrennen nach einem 50. Rang im Sprint, zum Auftakt der Saison in Obertilliach, gewann sie als 25. erste Punkte. Höhepunkt der Saison wurde die Winter-Universiade 2007 von Turin. Auf den olympischen Strecken von Cesana San Sicario belegte Zezjaruk Rang acht im Einzel, wurde 33. des Sprints, 29. der Verfolgung und 24. des Massenstartrennens. Im Jahr darauf wurden die Biathlon-Europameisterschaften 2008 in Nové Město na Moravě der Höhepunkt der Saison, bei dem Zezjaruk im Einzel 50. und mit Nastassja Hruschezkaja, Nadseja Skardsina und Karina Sawossik als Schlussläuferin der Staffel Siebte wurde.